# تيك ذات
تيك ذات (بالإنجليزية: Take That)‏ فرقة موسيقى بوب بريطانية تأسست في مدينة مانشستر سنة 1990 وحققت نجاحا موسقيا كبيرا في التسعينيات ثم توقفت الفرقة سنة 1996 واختار أفرادها ان يواصل مشواره الموسيقي كل على حدة ولم يحالف الحظ سوى روبي ويليامز الذي حقق نجاحا موسيقيا مماثلا لنجاح الفريق، قبل أن تعود الفرقة عام 2006 لتواصل المشوار الموسيقي دونه ولكنه عاد إليها سنة 2010، وحازت 11 من أغاني الفرقة على المرتبة الأولى في الولايات المتحدة والمملكة المتحدة ودخلت 27 من أغانيهم سباق ترتيب الأغاني (توب 40)، كما أن المجموعة حازت على جوائز موسيقية عديدة، وباعت أكثر من 45 مليون ألبومِ حول العالم.

## أعضاء المجموعة
- روبي ويليامز
- غاري بارلو
- هاوارد دونالد
- جيسون أورنج
- مارك اوين